# Leonhard Löw
Michael Leonhard Löw, auch Leonhard Löb, (getauft am 9. August 1606 in Nürnberg; † 1658 in Prag) war ein deutscher Stück- und Glockengießer in Nürnberg.
Löw war der Sohn von Wolf, einem Leinenweber aus Löwenberg in Schlesien.
Am 2. Juni 1634 heiratete er Katharina Herold, geborene Oertel, (getauft 25. November 1595; begraben am 27. Juni 1660 in Nürnberg). Sie war Witwe des 1632 verstorbenen Glockengießers Georg Herold. So wurde er Stiefvater von Achatius, Andreas, Balthasar, Hans Georg und Wolfgang Hieronymus Herold. Er übernahm die Gießhütte seiner Frau und bildete seine Stiefsöhne im Glockengießerhandwerk aus. 1639 wurde er als Löw von Löwenstein von Kaiser Ferdinand III.  in den Adelsstand erhoben. Seine Gießhütte übernahm 1653 sein Stiefsohn Wolfgang Hieronymus und er selbst wurde vom Kaiser nach Prag berufen. Seine Stiefsöhne wurden 1654 in den erblichen Adelsstand erhoben.